# Przebudzenie (film 1934)
Przebudzenie – polski dramat obyczajowy z 1934 w reżyserii Aleksandra Forda, zrealizowany według scenariusza Olgi Fordowej. Tematem filmu są losy młodej maturzystki (Zofia Nakoneczna) zatrudnionej u bogatej warszawskiej rodziny. Zakochuje się w młodym mechaniku, który zostaje niesłusznie oskarżony o kradzież. Mężczyzna trafia przed sąd, a dziewczyna traci pracę. W końcowej części produkcji przedstawiono sen bohaterki, widzącej krzywdę otaczającą ją i jej ukochanego. Po przebudzeniu dziewczyna obserwuje robotników idących ku górze.
Przebudzenie, przygotowywane w szczególności przez przedstawicieli środowiska awangardowego, podejmowało problematykę nierówności społecznych i wad ustroju. Film powstawał w trudnych warunkach. Twórcy byli zależni od finansowania i oczekiwań właściciela kina radomskiego, opłacającego produkcję, oraz wymogów cenzury. Produkcja została nieprzychylnie przyjęta przez publiczność i krytyków. Recenzenci wytknęli filmowi brak spójności fabularnej, przeładowanie natrętną i naiwną symboliką, chaotyczny montaż oraz fatalne zdjęcia i udźwiękowienie.
W 1935 przemontowana wersja filmu w reżyserii Jana Nowiny-Przybylskiego była wyświetlana w kinach prowincjonalnych pod tytułem Miłość maturzystki. Film został uznany za zaginiony.

## Opis fabuły
Trzy maturzystki wkraczają w dorosłe życie. Pierwsza dziewczyna zostaje lekarką, zaraża się gruźlicą i umiera. Druga z nich rozpoczyna karierę aktorską, ale musi mierzyć się z upodleniem. Trzecia maturzystka, wokół której toczy się główny wątek, przyjeżdża do Warszawy w poszukiwaniu pracy i otrzymuje posadę guwernantki w majętnej mieszczańskiej rodzinie przywiązanej do wartości materialnych. Adorowana przez nauczyciela muzyki odrzuca jego zaloty, aby obdarzyć miłością ubogiego mechanika samochodowego. Gdy posiadłość jej pracodawców zostaje splądrowana przez złodziei, próbujący powstrzymać przestępców mechanik zostaje niesłusznie aresztowany, a guwernantka za współudział traci pracę. Główna bohaterka, śniąc, widzi niesprawiedliwość, z jaką oboje spotkali się ze strony niedawnych panów i bezwzględnego prokuratora. Dziewczyna budzi się po usłyszeniu syreny fabrycznej, po czym przez okno przygląda się idącym ku górze robotnikom. Obraz ten symbolizuje lepsze jutro, jakie ma nadejść dla niższych warstw społecznych.

## Obsada

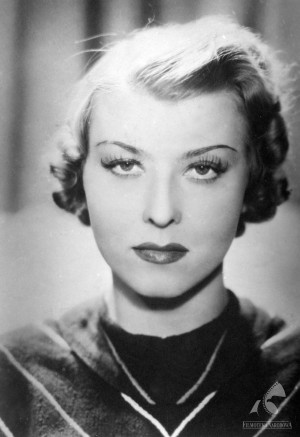
Zofia Nakoneczna, odtwórczyni roli dziewczyny

Zestawienie zostało przygotowane na podstawie źródła:
- Zofia Nakoneczna – dziewczyna
- Bazyli Sikiewicz – mechanik
- Igo Sym – nauczyciel muzyki
- Stefan Jaracz – pijak z „cyrku”
- Aleksander Zelwerowicz – Płoński
- Janina Macherska – Płońska
- Kazimierz Junosza-Stępowski
- Władysław Walter
- Stanisław Sielański
- Jerzy Kobusz
- Rita Lorma
- Lola Dorcy
- Lidia Goebel
- Zygmunt Chmielewski
- Helena Zarembina
- Janek Alter
- Tadeusz Ordeyg
- Ewa Kołogórska
- Nina Hal
- Janina Krzymuska
- Zofia Mrozowicz
- Wołodia Jastrzębiec

## Produkcja

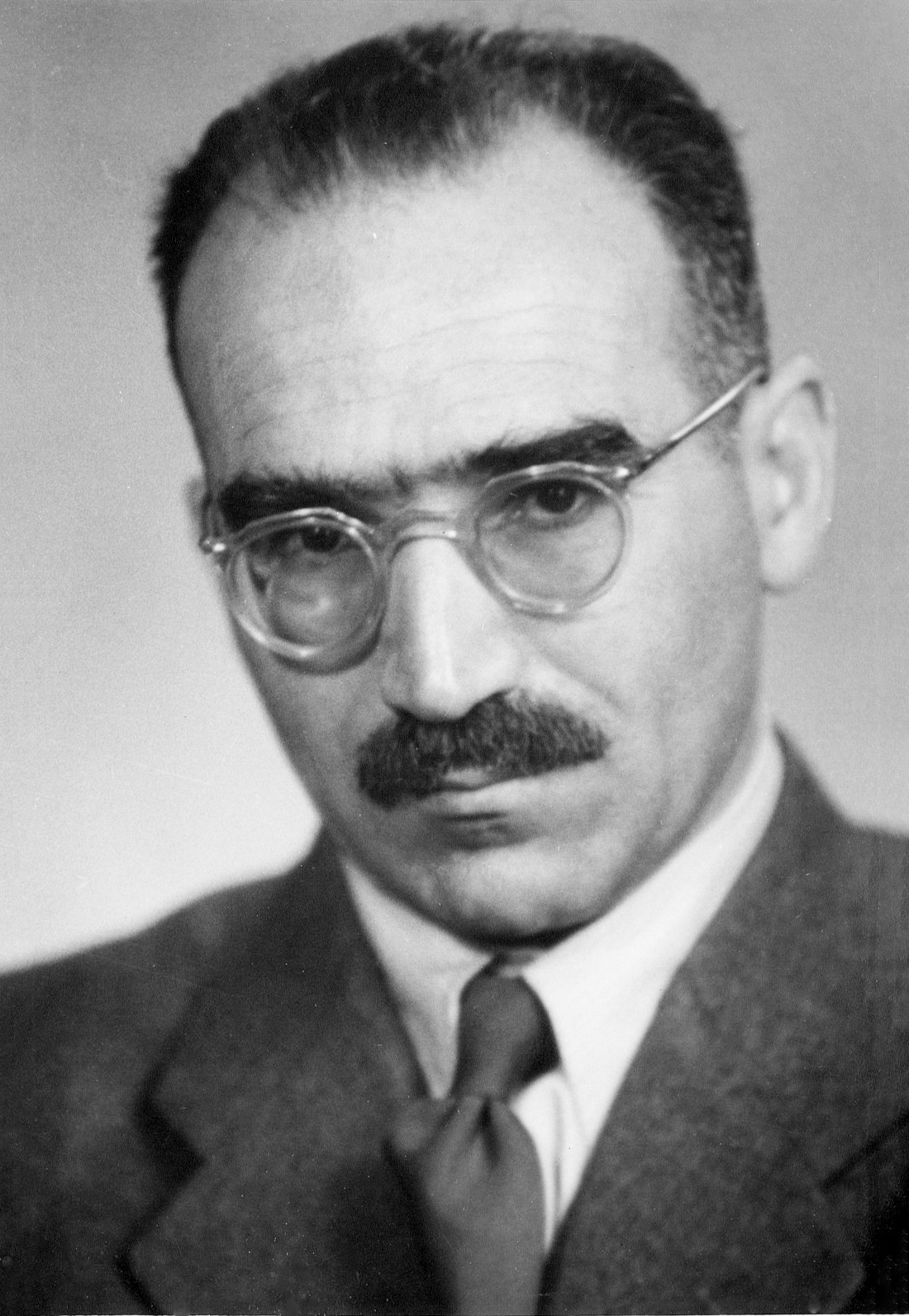
Aleksander Ford, reżyser filmu

Według biografa Aleksandra Forda, Stanisława Janickiego, środki finansowe na czwarty film fabularny reżysera, Przebudzenie, wyłożył właściciel kina z Radomia. Ford ponownie chciał skupić się na tematyce społecznej. Tak opisywał zamysł swojej nowej produkcji:
„Przebudzenie będzie dramatem społecznym odtwarzającym koleje życia młodej dziewczyny, wychodzącej z zamkniętego świata domu rodzinnego i szkoły – w życie. Moment otrzymania przez bohaterkę matury jest przebudzeniem z różowych, nierealnych snów o życiu – do nowej, nieznanej, groźnej rzeczywistości… Ponieważ starałem się nadać mojemu filmowi głębszy charakter społeczny, musiałem umiejscowić akcję zarówno w najwytworniejszych salonach, jak i wśród najskromniejszej nędzy… Dążę do zerwania z szablonem – traktując jednak film nie jako awangardowy eksperyment, ale raczej opierając się na istniejących już najciekawszych osiągnięciach, dodając szereg rzeczy rzeczywiście nowych”.
Reżyser, podobnie jak w swojej pierwszej produkcji długometrażowej – Mascotte (1930), zastosował w Przebudzeniu formę melodramatu. Tym zabiegiem zmierzał do zakamuflowania pewnych krytycznych uwag wobec ustroju. Przeciwstawiał sobie mieszczaństwo i proletariat, przedstawiał apoteozę pracy, występował przeciwko ustrojowi jako głównej przyczynie nędzy i niesprawiedliwości.
W dużej mierze współpracownikami Aleksandra Forda zostali członkowie Stowarzyszenia Miłośników Filmu Artystycznego „Start”, w którym sam czynnie działał. Za scenariusz odpowiadała Olga Fordowa, funkcję kierownika artystycznego pełniła Wanda Jakubowska, pomocnikami reżysera byli Kazimierz Haltrecht i Aleksander Minorski, operatorem Stanisław Wohl, ponadto w produkcji swój udział miał Ludwik Perski. Spoza grona tych awangardowych filmowców w realizacji Przebudzenia uczestniczyli Szymon Laks (muzyka), Jacek Weinreich i W. Golińska (scenografia), widzowie mogli również usłyszeć piosenkę pod tytułem Alkoholik, napisaną przez Juliana Tuwima.
Główną rolę żeńską otrzymała debiutująca w filmie Zofia Nakoneczna (od 1930 grała w teatrze). Uwagę Aleksandra Forda na utalentowaną aktorkę zwrócił jego asystent, obserwujący próbę teatralną z udziałem aktorki. Jej ukochanego zagrał Bazyli Sikiewicz, natomiast w role drugoplanowe wcielili się między innymi Igo Sym, Stefan Jaracz, Aleksander Zelwerowicz, Janina Macherska, Kazimierz Junosza-Stępowski i Władysław Walter.
Realizacja filmu przebiegała w napiętej atmosferze. Radomski mocodawca dążył do minimalizowania wydatków i skrócenia czasu nagraniowego. Wkrótce zażądał, aby zakończyć okres zdjęciowy w ciągu trzech dni w wynajętym w tym celu studiu filmowym (D’Alben Studio w Warszawie przy ulicy Wolskiej 42). Ostatecznie przerwał prace, dlatego film zmontowano z już zrealizowanych materiałów. Dalsza ingerencja w wizję Forda nastąpiła ze strony cenzorów.

## Odbiór

### Premiera kinowa
Premiera Przebudzenia odbyła się 8 kwietnia 1934 w warszawskim kinie „Casino”. Film był wyświetlany na ekranie tego kina zaledwie przez dwa tygodnie w wyniku niezadowolenia publiczności. Podczas inauguracyjnego pokazu produkcja Aleksandra Forda została wygwizdana i wytupana. Sam reżyser powiedział, że „film musiał być inaczej zrealizowany niż pomyślany, gdyż zagadnienie, o które mi szło, nie mogło się zmieścić w ramach możliwości, jakimi dysponowałem. Na każdym kroku napotykałem niezliczone trudności wszelkiego rodzaju, które zwalczyć było nie sposób”.

### Recepcja krytyczna
Przebudzenie spotkało się z negatywnym odbiorem krytyków, piszących dla takich tytułów prasowych, jak: „Wiadomości Literackie”, „Kino”, „ABC”, „Kurier Polski”, „Kurier Warszawski” i „Wieczór Warszawski”. Pokładali oni nadzieje w młodym awangardowym twórcy, który ukazał swój reżyserski talent w bardzo dobrze przyjętym Legionie ulicy (1932). Według Jerzego Toeplitza i Stefanii Zahorskiej porażka produkcji, mającej ambicje artystyczne i podejmującej problematykę społeczną, była bardziej rozczarowująca od wypuszczanych masowo nieudanych i schlebiających niskim gustom komedii i fars. Wśród najpoważniejszych wad recenzenci wymienili pracę reżyserką, w której brakowało koncentracji, samokrytycyzmu i zwięzłego przedstawienia myśli. Toeplitz pisał, że „jeżeli chce się coś mówić, wypowiadać wyraźne zdanie, trzeba trzymać na wodzy temperament, nie być gadatliwym, umieć się streszczać i umieć jasno formułować swe myśli, a nie bełkotać, nie jąkać się i nie robić błędów logicznych i gramatycznych”. „Gadatliwość” uwidoczniła się w zbyt dużej liczbie alegorii i symboli, co wiązało się z inspiracjami twórców sowiecką szkołą filmową. Chaos dopełnił zagmatwany scenariusz i niedopracowany montaż, ponieważ sceny urywały się bez wyraźnego zakończenia i powstawały „przeskoki, skróty i pauzy, które łączyć ma nić – jak? Podobno rozumowo. W istocie powstaje niezrozumiała plątanina obrazów i scen, chaotyczna siekanina, w którą wlepione są tanie symbole (wdeptana w błoto «biel», płonące znicze pod mostami itd.) – całość drażni żargonem podrabianego reformatorstwa i zupełnym bezsensem”.
Sprawozdawcy „Wiadomości Literackich” i „Dekady” zauważyli również w filmie deformację prawdy społecznej, nieudolne podjęcie tematyki rozwarstwienia społecznego, bezrobocia i bezdomności. Poza tym Stefania Zahorska zarzuciła filmowcom popełnienie plagiatu z powodu włączenia do filmu fragmentów sowieckiej Symfonii Donbasu (1931) Dzigi Wiertowa. Niedostatki dzieła Aleksandra Forda dopełniła złe udźwiękowienie i zdjęcia Stanisława Wohla (poza kilkoma udanymi ujęciami).
W ostatnich zdaniach swojej recenzji Stefania Zahorska stanęła w obronie Aleksandra Forda: „Jest rzeczą szczególnie smutną, że owo gorzkie «Przebudzenie» wyszło właśnie spod jego ręki. Ale jest w tym coś, co wykracza bodaj poza osobistą winę reżysera. Paradoks zawarty w samej zasadzie, w gmatwaninie interesów, związanych zależnością od przygodnego kapitału albo, co gorsza, od jego braku. W dzikim, niezdrowym pośpiechu, w łapaniu i polowaniu musi się zgubić i zabłocić wszelka linia, wszelkie istotniejsze zamierzenie. Ford może nawet nie tak bardzo jest winien. Po prostu nie wytrzymał naporu. Po prostu sam wpadł”. Natomiast Teodor Braude z „Dekady”, mimo błędów produkcji, pochwalił próbę realizacji filmu omawiającego ówczesną rzeczywistość.
Recenzenci zwrócili także uwagę na grę aktorską. Andrzej Ruszkowski ocenił debiut Zofii Nakonecznej obiecująco, aczkolwiek aktorka została źle sfotografowana. Gorzej wypadł jej filmowy adorator – Bazyli Sikiewicz. Ruszkowski pochwalił także występy Aleksandra Zelwerowicza, Stefana Jaracza, Igo Syma, Władysława Waltera, Janiny Macherskiej i Kazimierza Junoszy-Stępowskiego. Krytycy wystawili wysoką notę dziecięcej aktorce Ewie Kołogórskiej.

## Dalsze losy
W 1935 ukazała się przemontowana wersja filmu. Jan Nowina-Przybylski (reżyseria), Napoleon Sądek (scenariusz), Seweryn Steinwurzel (montaż) na zlecenie producenta, ratującego się przed stratami finansowymi, wprowadzili poprawki i zrealizowali kilka nowych scen. Wersja ta była wyświetlana w kinach prowincjonalnych pod tytułem Miłość maturzystki.
Filmoteka Narodowa uznaje Przebudzenie za film zaginiony.

### Artykuły prasowe
- Z życia ekranu, „Bluszcz: społeczno-literacki ilustrowany tygodnik kobiecy”, 1934, nr 18, Warszawa: Michał Glücksberg.
- Paweł Włodawski, Podczas kręcenia „Przebudzenia”, „Kuźnia Młodych: czasopismo młodzieży szkolnej”, 1934, nr 4, Warszawa: Lucjan Skórka.
- Karol Ford, Zofia Nakoneczna, „Kino. Tygodnik ilustrowany”, 1934, nr 11, Warszawa: Prasa Polska SA.
- Teodor Braude, Przebudzenie, „Dekada”, 1934, nr 31, Warszawa: Wiktor Stanisławski.
- Jerzy Toeplitz, Przebudzenie, „Kurier Polski”, 1934, nr 110, Warszawa: W. Kosiakiewicz.
- Przed ekranem, „Kurier Warszawski”, 1934, nr 108, Warszawa.
- Z ekranu, „Wieczór Warszawski”, 1934, nr 109, Warszawa: Spółka Wydawnicza „Zjednoczenie”.

### Opracowania
- Leszek Armatys, Barbara Armatys, Wiesław Stradomski, Historia filmu polskiego, t. 2, Warszawa: Wydawnictwa Artystyczne i Filmowe, 1988, ISBN 83-221-0368-9.
- Łukasz Biskupski, Kinofilia zaangażowana. Stowarzyszenie Miłośników Filmu Artystycznego „Start”, Łódź: Wydawnictwo Przypis, 2017, ISBN 978-83-62409-72-3.
- Barbara Gierszewska, Polski film fabularny 1918–1939. Recenzje, Kraków: Księgarnia Akademicka, 2012, ISBN 978-83-7638-274-6.
- Stanisław Janicki, Aleksander Ford, Warszawa: Wydawnictwa Artystyczne i Filmowe, 1967.
- Jerzy Toeplitz, Historia sztuki filmowej, t. III, Warszawa: Wydawnictwa Artystyczne i Filmowe, 1959.